# Istrien-Cup 2016
Der Istrien-Cup 2016 war die 4. Ausspielung des seit 2013 (damals als Slavic Cup 2013) ausgetragenen Frauenfußball-Einladungsturniers für Nationalmannschaften und wurde vom 2. bis 7. März 2016 an verschiedenen Spielorten in Kroatien ausgetragen. Das Turnier lief wieder parallel zum Algarve- und Zypern-Cup, an denen aber stärkere Mannschaften teilnahmen. Wie bei diesen nahmen auch am Istrien-Cup in diesem Jahr nur acht Mannschaften teil, davon zwei B- und zwei Juniorinnen-Teams. Die Spiele fanden im City Stadium (Stella Maris Complex) in Umag sowie in Dajla und Poreč statt.

## Teilnehmer
Die jeweilige Position entsprach derjenigen in der FIFA-Weltrangliste (Stand: Dezember 2015)
- Frankreich B (die A-Mannschaft nahm am SheBelieves Cup 2016 teil)
- Kroatien (55)
- Nordirland (66)
- Polen U-19 (die A-Mannschaft nahm am Zypern-Cup 2016 teil)
- Slowakei (46)
- Slowenien (62)
- Ungarn-B (die A-Mannschaft nahm am Zypern-Cup 2016 teil)
- Vereinigte Staaten U-23 (die A-Mannschaft nahm am SheBelieves Cup 2016 teil)

## Modus
Die acht Mannschaften spielten in ihrer Gruppe jede gegen jede um die Platzierung. Dabei war die beste Punktzahl, dann der direkte Vergleich und erst danach die Tordifferenz für die Platzierung entscheidend. Platzierungsspiele fanden in diesem Jahr nicht statt.
Da die FIFA die Spiele als „Freundschaftsspiele“ einstuft, durfte jede Mannschaft pro Spiel sechs Auswechslungen vornehmen. Die Spiele gegen die B- und U-Mannschaften wurden von der FIFA nicht gezählt und gingen daher nicht in die Wertung für die FIFA-Weltrangliste ein.

## Das Turnier

### Gruppenphase

#### Gruppe A
| Pl. | Land       | Sp. | S | U | N | Tore    | Diff. | Punkte |
| --- | ---------- | --- | - | - | - | ------- | ----- | ------ |
| 1.  | Ungarn B   | 3   | 2 | 0 | 1 | 003:100 | +2    | 06     |
| 2.  | Slowakei   | 3   | 2 | 0 | 1 | 003:100 | +2    | 06     |
| 3.  | Nordirland | 3   | 1 | 0 | 2 | 001:300 | −2    | 03     |
| 4.  | Kroatien   | 3   | 1 | 0 | 2 | 001:300 | −2    | 03     |

|                               |   |            |           |
| 2. März um 11:00 Uhr in Umag  |   |            |           |
| Ungarn B                      | – | Kroatien   | 0:1 (0:1) |
| 2. März um 14:00 Uhr in Poreč |   |            |           |
| Slowakei                      | – | Nordirland | 1:0 (0:0) |
| 4. März um 11:00 Uhr in Umag  |   |            |           |
| Kroatien                      | – | Nordirland | 0:1 (0:0) |
| 4. März um 14:00 Uhr in Umag  |   |            |           |
| Ungarn B                      | – | Slowakei   | 1:0 (0:0) |
| 7. März um 11:00 Uhr in Umag  |   |            |           |
| Ungarn B                      | – | Nordirland | 2:0 (0:0) |
| 7. März um 14:00 Uhr in Dajla |   |            |           |
| Kroatien                      | – | Slowakei   | 0:2 (0:0) |

#### Gruppe B
| Pl. | Land                    | Sp. | S | U | N | Tore    | Diff. | Punkte |
| --- | ----------------------- | --- | - | - | - | ------- | ----- | ------ |
| 1.  | Vereinigte Staaten U-23 | 3   | 2 | 1 | 0 | 005:000 | +5    | 07     |
| 2.  | Frankreich-B            | 3   | 2 | 0 | 1 | 007:300 | +4    | 06     |
| 3.  | Slowenien               | 3   | 1 | 0 | 2 | 001:500 | −4    | 03     |
| 4.  | Polen U-19              | 3   | 0 | 1 | 2 | 001:600 | −5    | 01     |

|                               |   |              |           |
| 2. März um 11:00 Uhr in Umag  |   |              |           |
| Polen U-19                    | – | Frankreich-B | 1:5 (0:4) |
| 2. März um 14:00 Uhr in Dajla |   |              |           |
| USA U-23                      | – | Slowenien    | 3:0 (1:0) |
| 4. März um 11:00 Uhr in Umag  |   |              |           |
| Frankreich-B                  | – | Slowenien    | 2:0 (1:0) |
| 4. März um 14:00 Uhr in Umag  |   |              |           |
| Polen U-19                    | – | USA U-23     | 0:0       |
| 7. März um 11:00 Uhr in Umag  |   |              |           |
| Polen U-19                    | – | Slowenien    | 0:1 (0:1) |
| 7. März um 14:00 Uhr in Umag  |   |              |           |
| Frankreich-B                  | – | USA U-23     | 0:2 (0:1) |

## Schiedsrichterinnen
Hauptschiedsrichterinnen (Auswahl):
- Lois Otte
- Ivana Martinčić

Schiedsrichterassistentinnen (Auswahl):
- Svetlana Bilic
- Gordana Katusic
- Silvija Makar
- Martina Neralic

Vierte Offizielle (Auswahl):
- Marija Jurinic